# Basílica de San Antonio de Padua (Nukualofa)
La Basílica de San Antonio de Padua o simplemente Iglesia de San Antonio de Padua (en inglés: Basilica of St Anthony of Padua) es el nombre que recibe un edificio religioso afiliado a la Iglesia Católica que se encuentra en la Taufa' ahau road en la localidad de Nukualofa, la capital del Reino de Tonga, en el Océano Pacífico. Se trata de uno de los templos católicos más importantes del país, siendo el principal la Catedral de Santa María en la misma ciudad.
El templo sigue el rito romano o latino y depende de la diócesis de Tonga. La actual estructura cerca de las tumbas reales fue construida por voluntarios siendo comenzada en 1977 y concluida en 1980. El Papa Juan Pablo II le concedió el título de Basílica.
Se trata de un edificio que destaca por su estructura con elementos de madera y en forma de cono, que no solo es un hito religioso sino una atracción turística.